# 93 ق هـ
93 ق هـ هي السنة الثالثة والتسعون السابقة للهجرة النبوية، وهي توافق ما بين سنتي 531 و532 حسب التقويم الميلادي، أي أنها بدأت في سنة 531م وانتهت في سنة 532م.